# Свинг (секс)
Свинг (англ. swing) — взаимный обмен постоянными партнёрами для получения дополнительного сексуального удовлетворения.
Приверженцы свинга называют себя свингерами. Для облегчения общения с единомышленниками и поиска новых партнёров свингеры объединяются в свинг-клубы, в которые, как правило, принимаются уже сложившиеся пары. Свингеры утверждают, что такая сексуальная практика позволяет разнообразить сексуальную жизнь, не подрывая доверия между партнёрами, в отличие от измен, а также побуждает следить за своей внешностью и поддерживать хорошую физическую форму.
Сообщество свингеров называют свинг «стилем жизни» или «альтернативным стилем жизни». Свингеры против использования терминов «обмен жёнами» или «обмен партнёрами», которые, по их мнению, неточно описывают весь спектр вариантов сексуальных взаимоотношений и взаимосвязей, включающий в себя как возможность участия пар, так и «троек» и автономных одиночек, не состоящих в устойчивых отношениях ни с кем.
Следует различать свинг и открытый брак. В последнем каждый член пары имеет полную свободу сексуальных отношений, в свинге же решения принимаются совместно.

## Виды свинга
- Мягкий свинг — вид свинга, при котором пары, не обмениваясь партнёрами, занимаются сексом в непосредственной близости друг от друга.
- Закрытый свинг — вид свинга, при котором пары, обменявшись партнёрами, занимаются сексом раздельно, не имея возможности видеть друг друга.
- Открытый свинг — вид свинга, при котором пары, также обменявшись партнёрами, занимаются сексом в непосредственной близости друг от друга.

## Статистика
В 2018 году исследование распространённости немоногамных практик в США показало, что 2,35 % американцев в настоящее время идентифицируют себя как свингеры, а 4,76 % идентифицировали себя как свингеры в какой-то момент своей жизни.